# Aulus Postumius Albinus (consul in 99 v.Chr.)

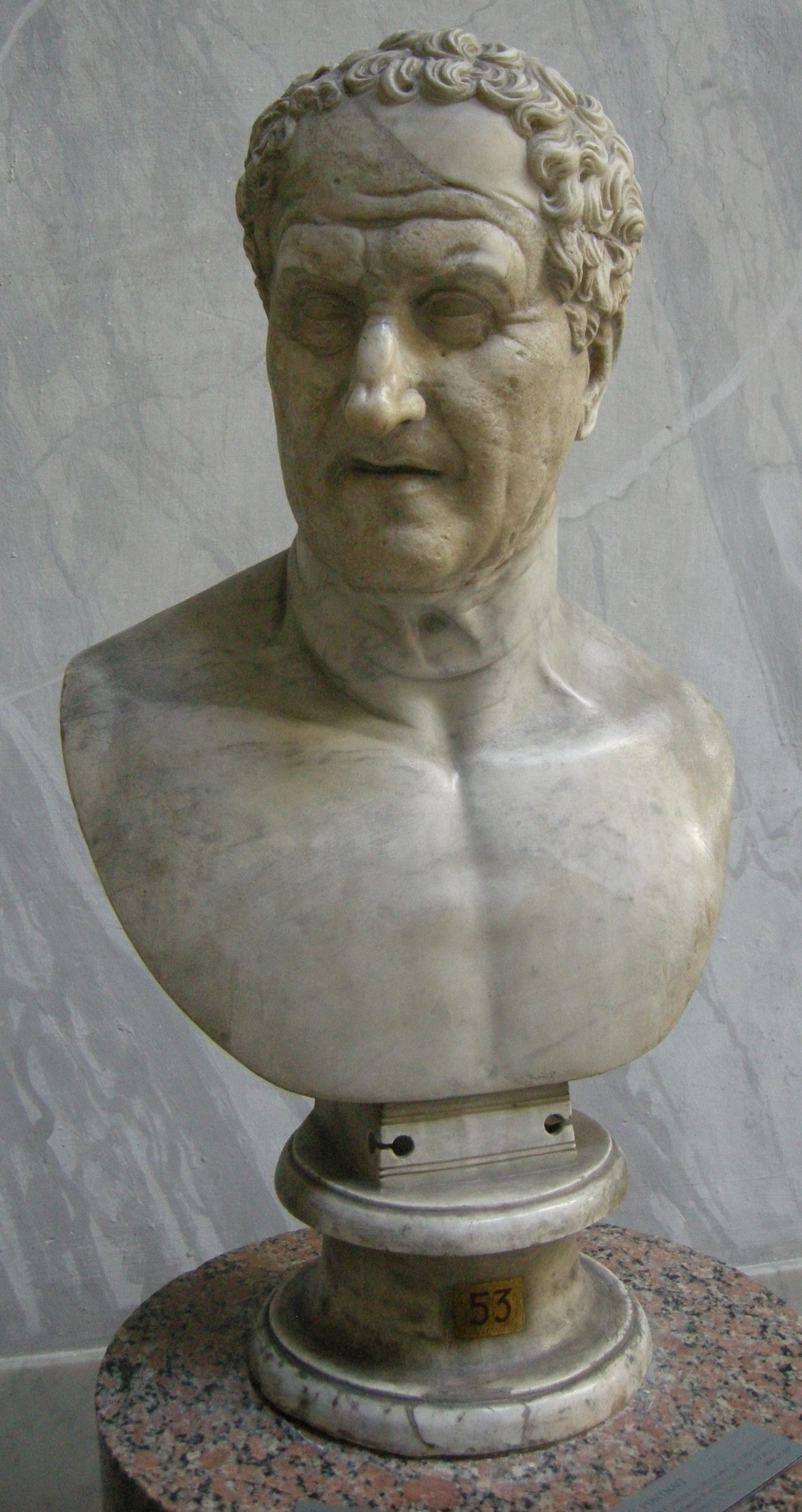
Aulus Postumius Albinus

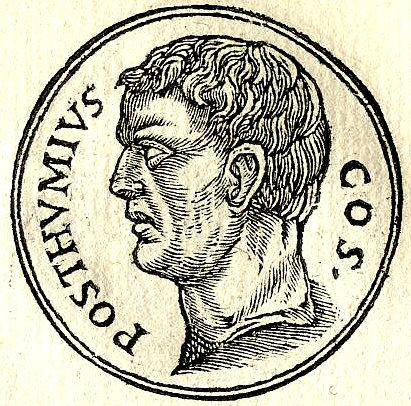
Aulus Postumius Albinus

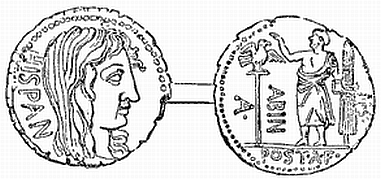
Munt van Aulus Postumius Albinus

Aulus Postumius Albinus († 89 v.Chr.) was een Romeins politieker van de late Republiek.
Hij was waarschijnlijk een broer van Spurius Postumius Albinus, consul in 110 v.Chr., en streed onder hem als legatus tegen de Numidische koning Jugurtha. Aulus leidt tegen deze een vernietigende nederlaag. In 99 v.Chr. slaagt hij er dan in zelf consul te worden. In het jaar 89 v.Chr. was hij legatus en vlootcommandant van Lucius Cornelius Sulla en werd hij door zijn eigen soldaten wegens vermoedelijke verraad gedood.

## Voetnoten
1. ↑  Sallustius, Bellum Iugurthinum 38.
2. ↑  Enkele geleerden, waaronder Friedrich Münzer, nemen aan, dat de hier beschreven gebeurtenissen aan meerdere persoon met dezelfde naam zijn toegeschreven. Daarentegen stelt Thomas Robert Shannon Broughton in The magistrates of the Roman republic dat de legatus in 110 en 89 v.Chr. alsook de consul in 99 v.Chr. een en dezelfde persoon zijn.

## Referentie
- T.R.S. Broughton, The Magistrates of the Roman Republic, II, New York, 1952.